# Gillenia
Gillenia (Porteranthus trifoliatus) är en rosväxtart som först beskrevs av Carl von Linné, och fick sitt nu gällande namn av Britt.. I den svenska databasen Dyntaxa används istället namnet Gillenia trifoliata. Enligt Catalogue of Life ingår Gillenia i släktet Porteranthus och familjen rosväxter, men enligt Dyntaxa är tillhörigheten istället släktet gillenior, och familjen rosväxter. Arten förekommer tillfälligt i Sverige, men reproducerar sig inte. Inga underarter finns listade i Catalogue of Life.

## Bildgalleri

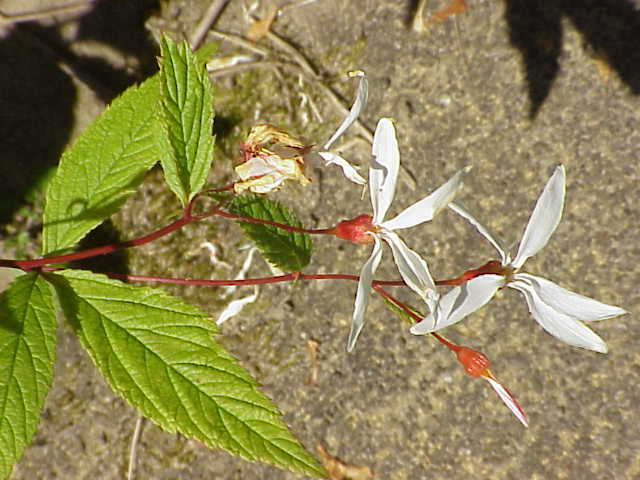
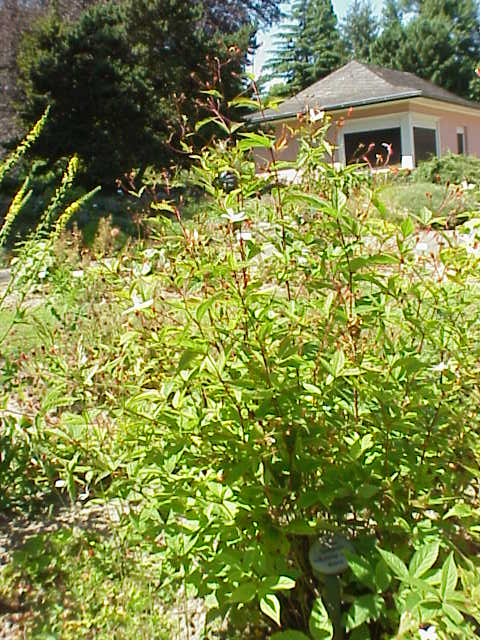
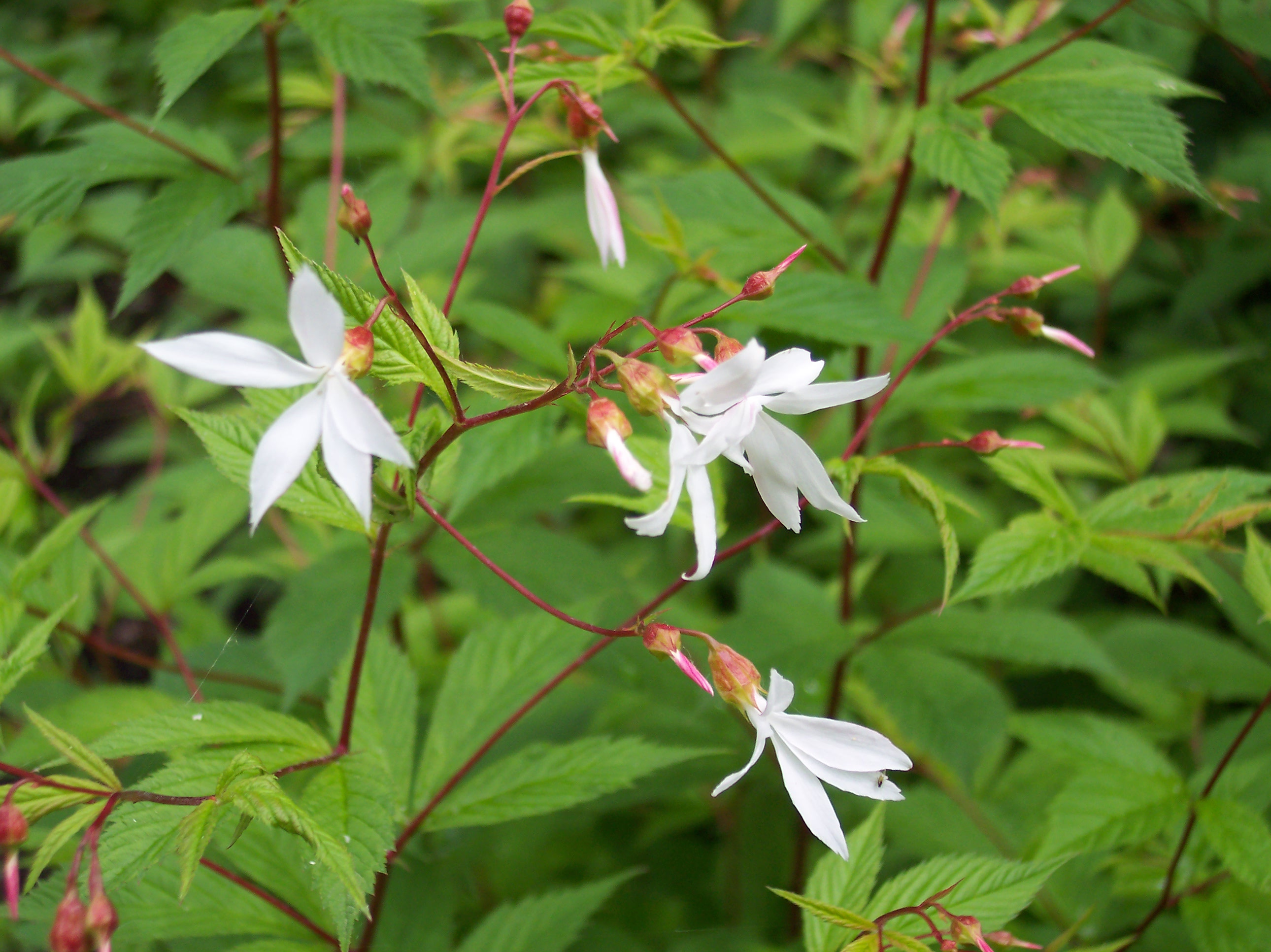
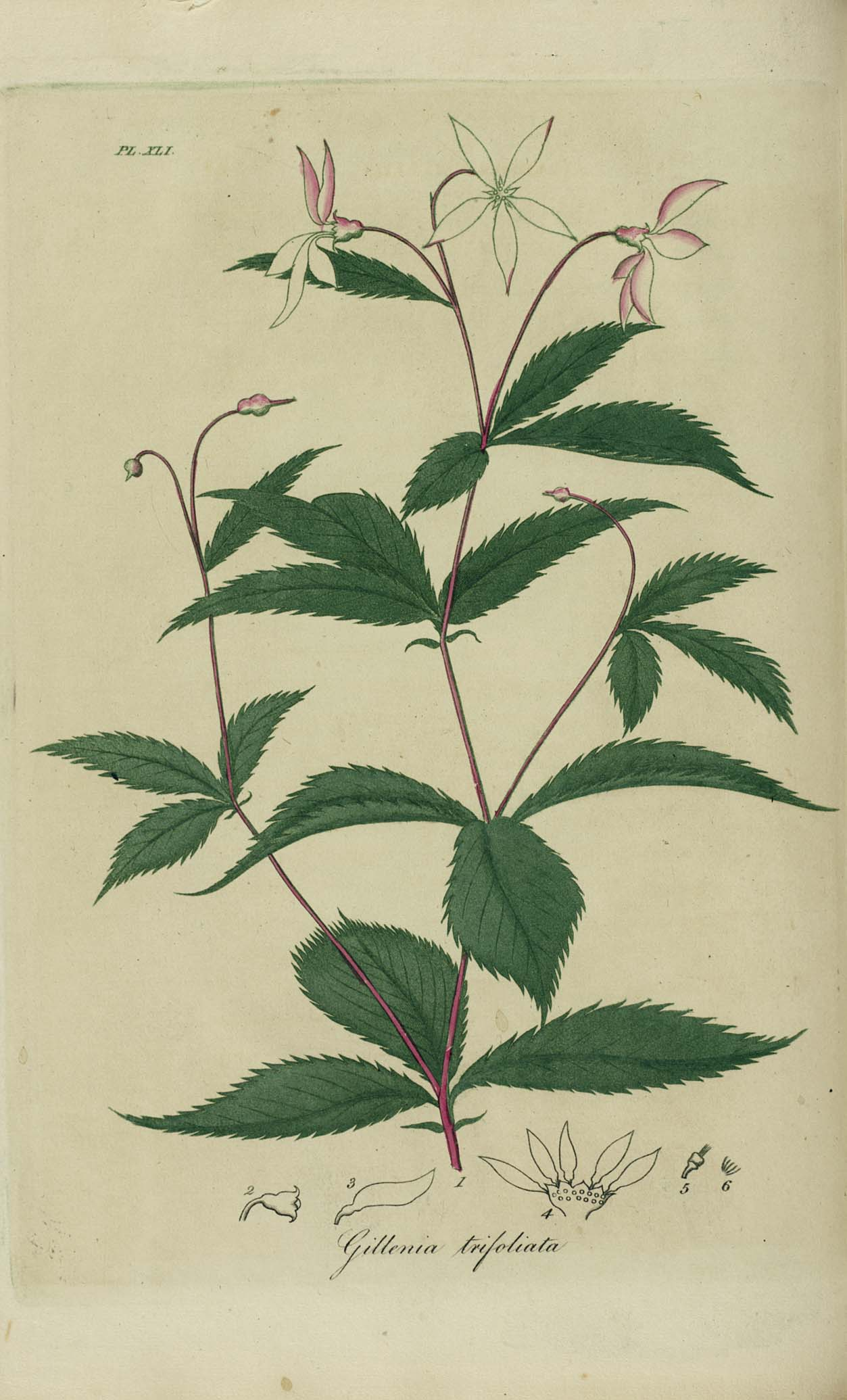
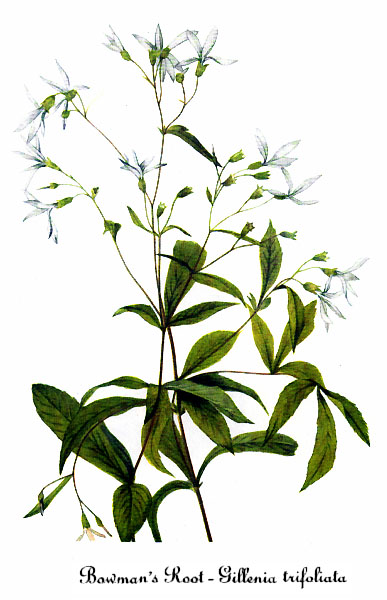
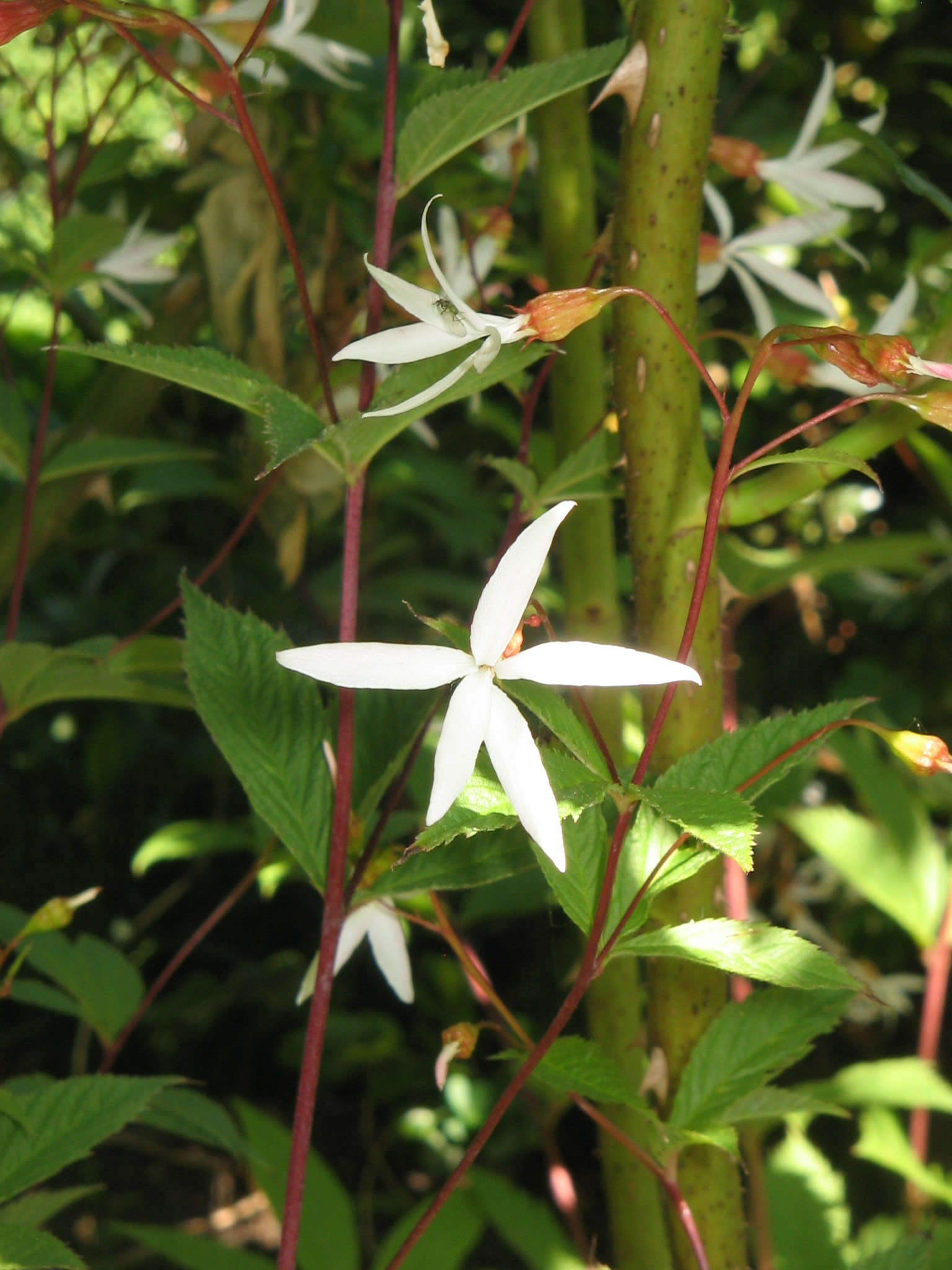